# La sílfide
La sílfide es un ballet romántico en dos actos, coreografiado por Filippo Taglioni en 1832 y existe una segunda versión coreografiada por Auguste Bournonville en 1836 y con música de Herman Severin Løvenskiold. La versión de Bournonville es la única que ha sobrevivido y es uno de los ballets más antiguos del mundo.

## Versión de Taglioni
El 12 de marzo de 1832 se estrenó la primera versión de La sílfide en la Salle Le Peletier de la Ópera de París con coreografía del innovador coreógrafo italiano Filippo Taglioni y música de Jean Schneitzhoeffer.
Taglioni diseñó la obra especialmente para su hija Marie. La Sílfide fue el primer ballet en el que bailar en puntas tenía una razón estética y no era simplemente un truco acrobático, que a menudo implicaba movimientos y esfuerzos de brazos sin gracia, como había sido el enfoque de los bailarines a fines de la década de 1820. Marie acortó sus faldas en la actuación de La Sílfide (para mostrar su excelente trabajo de puntas), lo que se consideró muy escandaloso en ese momento.
El libreto de ballet fue escrito por el tenor Adolphe Nourrit, el primer "Robert" en la ópera Roberto el Diablo de Meyerbeer, una ópera que contó con Marie Taglioni en la sección de danza, Ballet de las monjas. El libreto de Nourrit se basó libremente en una historia de Charles Nodier, "Trilby, ou Le lutin d'Argail", pero intercambió los géneros de los protagonistas: un duende y la esposa de un pescador de Nodier, por una sílfide y un granjero, en el ballet.
La escena de la brujería de Old Madge que abre el acto II del ballet se inspiró en Le Streghe de Niccolò Paganini, que a su vez se inspiró en una escena de brujas de Il Noce di Benevento (El nogal de Benevento), un ballet de 1812 del coreógrafo Salvatore Viganò y el compositor Franz Xaver Süssmayr.

### Reposiciones

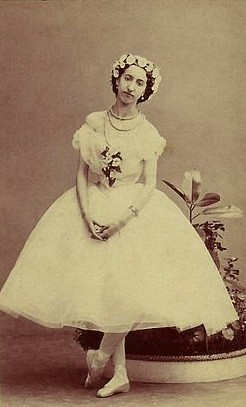
Emma Livry en el papel principal de la versión de Taglioni/Schneitzhoeffer.
La Sílfide. París, 1862

Emma Livry, una de las últimas bailarinas de la era del ballet romántico, hizo su debut con el Ballet de la Ópera de París como la sílfide en una producción de 1858 de este ballet. Cuando Marie Taglioni (que se había jubilado en 1847) supo que Livry bailaría el papel, se quedó en París para enseñárselo, ya que lo recordaba de la época en que lo había bailado.
En 1892, Marius Petipa montó una reposición de La sílfide original de Taglioni para el Ballet Imperial de San Petersburgo, con música adicional de Riccardo Drigo. Una variación que Drigo compuso para la bailarina Varvara Nikítina, en la versión de Petipa, es hoy un solo que es bailado por la primera bailarina en el famoso grand pas de deux de Paquita.
En 1972, Pierre Lacotte coreografió y escenificó una nueva versión de La sílfide, basada en la versión de Taglioni, para el Ballet de la Ópera de París. Dado que la coreografía de Taglioni se ha perdido irremediablemente, la coreografía de Lacotte se basó en grabados, notas, dibujos y materiales de archivo de la época del estreno del ballet. La coreografía de Lacotte sigue el estilo de la época, pero es completamente nueva y ha sido criticada por algunos como no auténtica. Los intérpretes del papel de la versión de Lacotte en la Ópera Nacional de París incluyen a Ghislaine Thesmar (esposa de Lacotte) y Aurélie Dupont. Ambas artistas han grabado su trabajo en DVD y vídeo.

## Versión de Bournonville

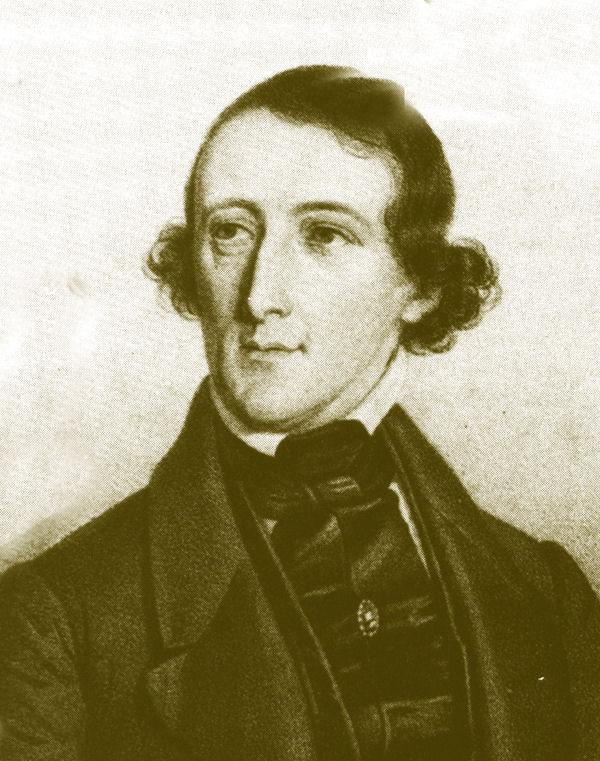
Auguste Bournonville en 1841.

El maestro de ballet danés Auguste Bournonville tenía la intención de presentar una reposición de la versión original de Taglioni en Copenhague con el Ballet Real Danés, pero la Ópera de París exigió un precio demasiado alto por la partitura de Schneitzhoeffer. Al final, Bournonville montó su propia producción de La sílfide basada en el libreto original, con música de Herman Severin Løvenskiold. El estreno tuvo lugar el 28 de noviembre de 1836, con la prodigio Lucile Grahn y Bournonville en los papeles principales.
La versión de Bournonville ha sido bailada en su forma original por el Ballet Real Danés desde su creación y sigue siendo una de las obras más célebres de Bournonville. Los intérpretes modernos de la versión de Bournonville incluyen a Eva Evdokímova y Lis Jeppesen, cuya actuación está grabada en DVD.

## Sinopsis

### Acto 1
En el recibidor de una granja escocesa, James Ruben, un joven escocés, duerme en una silla junto a la chimenea. Una sílfide lo mira amorosamente y baila alrededor de su silla. Ella lo besa y luego desaparece justo cuando él se despierta. James despierta a su amigo Gurn y le pregunta sobre la sílfide. Gurn niega haber visto una criatura así y le recuerda a James que pronto se casará. James descarta el incidente y promete olvidarlo.
La futura novia de James, Effie, llega con su madre y las damas de honor. James la besa obedientemente, pero se sorprende por una sombra en la esquina. Pensando que su sílfide ha regresado, se apresura, solo para encontrar a la bruja, Old Madge, arrodillada junto al hogar para calentarse. James está furioso por la decepción.
Effie y sus amigas le ruegan a Old Madge que les diga su suerte, y la bruja accede. Ella le informa alegremente a Effie que James ama a otra persona y que ella se unirá a Gurn. James está furioso. Obliga a Madge a salir del hogar y la echa de la casa. Effie está encantada de que James se pelee con una bruja por su causa.
Effie y sus damas de honor se apresuran a subir las escaleras para prepararse para la boda, y James se queda solo en la habitación. Mientras mira por la ventana, la sílfide se materializa ante él y le confiesa su amor. Ella llora ante su aparente indiferencia. James se resiste al principio, pero, cautivado por su belleza etérea, capitula y la besa con ternura. Gurn, que espía el momento desde las sombras, sale corriendo para contarle a Effie lo que sucedió.
Cuando la angustiada Effie y sus amigos entran después de escuchar el informe de Gurn, la sílfide desaparece. Los invitados asumen que Gurn simplemente está celoso y se ríen de él. Todos bailan. La sílfide entra en medio de la juerga e intenta distraer a James.
A medida que se forma la procesión nupcial, James se aparta y contempla el anillo que debe colocar en el dedo de Effie. La sílfide arrebata el anillo, lo coloca en su propio dedo y, con una sonrisa seductora, se precipita hacia el bosque. James corre tras ella en una ardiente persecución. Los invitados están desconcertados con la repentina partida de James. Effie, con el corazón roto, cae en los brazos de su madre sollozando desconsoladamente.

### Acto 2
En una parte del bosque cubierta de niebla, Madge y sus compañeras brujas bailan grotescamente alrededor de un caldero, agregando todo tipo de ingredientes asquerosos a la cocción. Cuando el contenido brilla, Madge saca del fondo del caldero una bufanda de gasa mágica. Luego, el caldero se hunde, las brujas se dispersan, la niebla se levanta y se revela un hermoso claro.
James entra con la sílfide, quien le muestra su encantador reino boscoso. Ella le trae bayas y agua para refrescarse, pero evita su abrazo. Para animarlo, ella convoca a sus hermanas etéreas que entran tímidamente y realizan sus danzas livianas. El joven escocés está encantado y se une al divertimento antes de que todos huyan a otra parte del bosque.
Mientras tanto, los invitados a la boda han estado buscando a James en el bosque. Entran en el claro. Gurn encuentra su sombrero, pero Madge lo convence de que no diga nada. Effie entra, cansada de vagar por el bosque. Madge insta a Gurn a proponerle matrimonio. Él lo hace y Effie acepta su propuesta.
Cuando todos se han ido, James entra en el claro. Madge se encuentra con él y le arroja la bufanda mágica. Ella le dice al joven granjero que la bufanda atará a la sílfide para que no pueda volar. Ella le indica que enrolle la bufanda alrededor de los hombros y los brazos de la sílfide para lograr un efecto completo. James está extasiado. Cuando la sílfide regresa y ve la bufanda, le permite a James colocarla alrededor de su cuerpo tembloroso.
Cuando James abraza apasionadamente a la sílfide, sus alas se caen, se estremece y muere en los brazos de James. Tristemente, sus hermanas entran y levantan su cuerpo sin vida. De repente, una alegre procesión nupcial encabezada por Effie y Gurn cruza el claro. James está atónito. James dirige su mirada hacia el cielo; ve a la sílfide llevada en alto por sus hermanas. James se derrumba. Madge se regocija, ha triunfado.

## Personajes
- James Ruben, un granjero escocés
- La sílfide, un espíritu del bosque
- Gurn, amigo de James
- Effie, la prometida de James
- Old Madge, una hechicera del pueblo
- La madre de Effie, una anciana.
- Damas de honor, invitadas de boda, brujas

## Otras versiones
La ópera de John Barnett de 1834 The Mountain Sylph está basada en la historia de La sílfide; la trama de esta ópera fue a su vez satirizada por W. S. Gilbert en la Ópera del Savoy de 1882, Iolanthe.
La sílfide se confunde a menudo con el ballet Las sílfides de 1909, otro ballet que involucra a una sílfide mítica. Este último fue coreografiado por Michel Fokine para los Ballets Rusos, utilizando música de Frédéric Chopin. Aunque inspirado en La sílfide, estaba destinado a ser interpretado como un ballet independiente con sus propios méritos.
Matthew Bourne creó una versión actualizada de La sílfide en su producción de 1994, Highland Fling. Está ambientado en la Escocia contemporánea (de la década de 1990) y utiliza la partitura original de Herman Severin Løvenskiold.
La versión de Johan Kobborg del ballet de Bournonville, con nueva coreografía, se estrenó en octubre de 2005 en la Royal Opera House. En 2008, fue representada por la compañía del Teatro Bolshói. Como cambio importante, tuvo una Madge joven con historia de sílfide y un final de suspenso.